# Kathleen River
Der Kathleen River ist ein etwa 30 km langer linker Nebenfluss des Dezadeash River im kanadischen Yukon-Territorium.
Der Kathleen River bildet den Abfluss des Kathleen Lake. Er verlässt diesen an dessen Ostufer. Der Haines Highway (Yukon Highway 3) überquert den Fluss kurz darauf. Der Fluss durchfließt im Anschluss die kleineren Seen Lower Kathleen Lake und Rainbow Lake. Er fließt in überwiegend nördlicher Richtung. Der Quill Creek mündet linksseitig in den Fluss. Der Kathleen River trifft schließlich auf den Dezadeash River. Die Mündung liegt 8 km östlich von Haines Junction. Am Pegel 08AA004 (⊙) am Abfluss aus dem Kathleen Lake beträgt der mittlere Abfluss 10,6 m³/s.